# Khwaeng
Khwaeng (thailändisch แขวง ausgesprochen kwäng) sind Verwaltungseinheiten unterhalb der Bezirke (Khet thailändisch เขต) in Thailands Hauptstadt Bangkok. Sie stehen auf einer Ebene mit den Tambon in den übrigen Provinzen. In Bangkok gibt es 169 Khwaeng.
In der Vergangenheit wurden in einigen Regionen des Landes Verwaltungseinheiten unterhalb der Provinzen Khwaeng genannt, die Provinzen selbst wurden Mueang เมือง genannt, ein Begriff, der durch die Verwaltungsreform am Anfang des 20. Jahrhunderts einheitlich durch Changwat จังหวัด  ersetzt wurde. Zur gleichen Zeit bekamen alle Khwaeng außerhalb Bangkoks die einheitliche Bezeichnung Amphoe อำเภอ.
Khwaeng (laotisch ແຂວງ, französisch khoueng) heißen auch die 17 Provinzen von Laos.